# Коулман, Тим
Джон Джордж «Тим» Коулман (англ. John George "Tim" Coleman; 26 октября 1881, Кеттеринг, Англия — 20 ноября 1940) — английский тренер и футболист, нападающий, поигравший за «Вулидж Арсенал», «Эвертон», «Сандерленд», «Фулхэм» и другие английские клубы, а также за сборную Англии.
Погиб 20 ноября 1940 года при ремонте повреждённой бомбами ГЭС во время Второй мировой войны.

## Футбольная карьера

### Начало карьеры и «Вулидж Арсенал»
Родившийся в Кеттеринге, Коулман начал свой путь в большом футболе с местной футбольной команды «Кеттеринг Таун», выступавший в Футбольной Лиге Мидленда (и выигрывавший её в 1896 и 1900 годах). После победы в чемпионате 1899/00 годов Кеттеринг переходит в Южную Футбольную Лигу. В первом своём сезоне команда занимает 11 место из 16 команд. Из «Кеттеринг Таун» молодой нападающий переходит в новичка Южной Футбольной Лиги — «Нортгемптон Таун». По иронии судьбы его новый клуб снова занимает 11 место («Кеттеринг» в том сезоне становится 8-м). По окончании сезона Тим получает приглашение из команды игравшей уровнем выше — во втором дивизионе — «Вулидж Арсенал», и связывает свою судьбу с ней на 6 сезонов.
В первом же сезоне нападающий стал основным игроком и одним из лидеров «Вулидж Арсенал». В сезоне 1902/03 команда заняла третье место во втором дивизионе отстав всего на три очка от «Смолл Хит», а Тим сыграл в 30 матчах чемпионата и забил 17 голов, став лучшим бомбардиром клуба в сезоне. В следующем сезоне «Вулидж Арсенал» смог наконец-то повысится в классе, заняв второе место в чемпионате. Тим был одним из кузнецов того «повышения» забив 23 гола в 28 матчах чемпионата, в которых он принял участие (лучшим бомбардиром тогда стал партнёр Коулмана по атаке — Томми Шанкс).
В первом дивизионе «Вулидж Арсенал» особых успехов тогда не добивался (до ухода Коулмана в сезоне 1907/08, команда занимала 10-е, 12-е, 7-е и 14-е места). Достижениями считались выходы в полуфиналы Кубка Англии 1905/06 и 1906/07. Однако Коулман продолжает много забивать и на новом уровне. В сезоне 1905/06 он снова становится лучшим бомбардиром команды, поразив ворота соперников 15 раз в 34 матчах чемпионата. Благодаря своим успехам Тим получает приглашение в сборную страны. В феврале 1908 года Коулман переходит в «Эвертон» за 700 фунтов стерлингов. «Вулидж Арсенал» вынужден был расстаться с игроком, чтобы решить финансовые вопросы. За свою карьеру в «Вулидж Арсенале» Тим провёл в официальных соревнованиях 196 матчей, в которых забил 84 гола. По средней результативности за матч Тим является шестым бомбардиром «Арсенала» за всю историю.

### «Эвертон», «Сандерленд» и «Фулхэм»
В «Эвертоне» нападающий дебютировал 29 февраля 1908 года в выездном матче с «Ноттингем Форест», проигранном 2:5. До конца сезона 1907/08 Коулман успел провести 13 матчей в чемпионате, забив в них 5 голов (первый 18 марта 1908 года в домашнем матче с «Бирмингемом», выигранном 4:1. В следующем чемпионате Коулман стал забивать с первой же игры и, до конца сезона, добрался до цифры в 19 забитых мячей (в 33 сыгранных матчах). Этот результат позволил «Эвертону» занять второе место в чемпионате, а Коулману стать вторым бомбардиром клуба в сезоне (лучшим с 38 мячами стал Берт Фримен). В следующем чемпионате результативность Коулмана упала: в 23 матчах он забил всего 5 мячей. По окончании сезона нападающий переходит в «Сандереленд». Всего за «Эвертон» в официальных турнирах Коулман провёл 71 матч, в которых забил 30 голов.
Будучи игроком «Эвертона» Тим Коулман был вовлечен в борьбу между Футбольной ассоциацией и Профсоюзом футболистов (последний требовал своего признания). Летом 1909 года Футбольная ассоциация потребовала от всех игроков «дать клятву верности игре и отказаться от профсоюза». В ответ на это «Манчестер Юнайтед» в полном составе объявил забастовку. Коулман стал единственным игроком «Эвертона» поступившим также. Это стал причиной переезда игрока на «Рокер Парк».
В «Сандерленде» Тим дебютировал 1 сентября 1910 года в домашнем матче с «Ньюкасл Юнайтед» и в этой же игре забил свой первый гол за новую команду. Сезон у него снова получился: команда заняла высокое третье место, а Коулман стал её лучшим бомбардиром забив 19 голов в 32 матчах. Однако по окончании сезона нападающий покидает клуб и переходит в «Фулхэм», игравший в то время во втором дивизионе. Такой странный переход обусловили два фактора: его жена и дети оставались в Лондоне, пока он большую часть времени проводил в Ливерпуле и Сандерленде, а также «Фулхэм» возглавил его знакомый по «Вулидж Арсеналу» тренер Фил Келсо. Однако особых успехов не достигла ни команда нападающего (место в середине таблицы второго дивизиона), ни нападающий. За три сезона в «Фулхэме» Коулман забил 45 голов в 94 матчах.

### Окончание игровой карьеры
Финансовые проблемы «Фулхэма» вынудили Коулмана снова сменить клуб. Последним профессиональным клубом в его карьере стал «Ноттингем Форест». В сезоне 1914/15 он провёл за «лесников» 37 игр в чемпионате. Забив в них 14 голов Тим стал лучшим бомбардиром команды. После этого сезон Тим Коулман ушёл в армию, защищать своё отечество в Первой мировой войне, служил в личном герцога Кембриджского Мидлсексском полку. Во время войны в прессе было опубликовано сообщение о его смерти, которое, к счастью, оказалось ложным. По иронии судьбы свою единственную настоящую медаль — Воинскую медаль — нападающий получил именно на войне.
После войны Коулман пытался вернуться в большой футбол поиграв в нескольких нелиговских клубах Англии и Уэльса.

### Тренерская карьера
Летом 1925 года Коулман стал главным тренером нидерландского клуба «Энсхеде», предшественника «Твенте». В первом же сезоне он завоевал с командой титул чемпиона Нидерландов. В апреле 1928 года он продлил контракт с «Энсхеде» на один год. В общей сложности Тим проработал в «Энсхеде» четыре с половиной года. В мае 1930 года было объявлено, что Тим станет тренером клуба «Эйндховен», однако спустя месяц появилась информации, что англичанин также будет работать и в команде НОАД из Тилбурга. В июне 1931 года издание «Delftsche Courant» опубликовала новость о назначении Коулмана на пост главного тренера клуба ДХК из Делфт, где также отмечалось, что он поработал с командами «Энсхеде», НОАД и «Херкюлес».

## Сборная Англии
Единственный матч за сборную Англии Коулман провёл 16 февраля 1907 года. В Ливерпуле, в рамках Домашнего чемпионата Британии, Сборная Англии обыграла Сборную Ирландии 1:0 благодаря голу Гарольда Хардмана.

## Достижения
- Вице-чемпион Англии: 1909

## Статистика
| Клуб             | Сезон        | Чемпионат | Чемпионат | Кубок | Кубок | Всего | Всего |
| Клуб             | Сезон        | Матчи     | Голы      | Матчи | Голы  | Матчи | Голы  |
| ---------------- | ------------ | --------- | --------- | ----- | ----- | ----- | ----- |
| Кеттеринг Таун   | ?            | ?         | ?         | ?     | ?     | ?     | ?     |
| Нортгемптон Таун | 1901/02      | ?         | ?         | ?     | ?     | ?     | ?     |
| Вулидж Арсенал   | 1902/03      | 30        | 17        | ?     | 2     | ?     | 19    |
| Вулидж Арсенал   | 1903/04      | 28        | 23        | ?     | ?     | ?     | ?     |
| Вулидж Арсенал   | 1904/05      | ?         | ?         | ?     | ?     | ?     | ?     |
| Вулидж Арсенал   | 1905/06      | 34        | 15        | ?     | 0     | ?     | 15    |
| Вулидж Арсенал   | 1906/07      | ?         | ?         | ?     | ?     | ?     | ?     |
| Вулидж Арсенал   | 1907/08      | ?         | ?         | ?     | ?     | ?     | ?     |
| Вулидж Арсенал   | За всё время | 172       | 79        | 24    | 5     | 196   | 84    |
| Эвертон          | 1907/08      | 13        | 5         | 0     | 0     | 13    | 5     |
| Эвертон          | 1908/09      | 33        | 19        | 2     | 1     | 35    | 20    |
| Эвертон          | 1909/10      | 23        | 5         | 0     | 0     | 23    | 5     |
| Эвертон          | За всё время | 69        | 29        | 2     | 1     | 71    | 30    |
| Сандерленд       | 1910/11      | 32        | 19        | 1     | 0     | 32    | 19    |
| Фулхэм           | 1911/12      | ?         | ?         | ?     | ?     | ?     | ?     |
| Фулхэм           | 1912/13      | ?         | ?         | ?     | ?     | ?     | ?     |
| Фулхэм           | 1913/14      | ?         | ?         | ?     | ?     | ?     | ?     |
| Фулхэм           | За всё время | ?         | ?         | ?     | ?     | 94    | 45    |
| Ноттингем Форест | 1914/15      | 37        | 14        | ?     | ?     | ?     | 16    |
| Танбридж-Уэллс   | ?            | ?         | ?         | ?     | ?     | ?     | ?     |
| За всё время     | За всё время | ?         | ?         | ?     | ?     | ?     | ?     |